# Томас Морлі
То́мас Мо́рлі (англ. Thomas Morley) — англійський композитор, органіст і нотовидавець.

## Біографія
Народився 1557 року в Норіджі (?) в сім'ї пивовара. Вчився у Уїльяма Бьорда. У 1588 році закінчив Оксфордський університет зі ступенем бакалавра музики. З 1589 був церковним органістом у Лондоні, в 1592–1602 роках — в королівській капелі. У середині 1590-х багато спілкувався з представниками театральних спільнот.. В 1593 році Морлі видав Canzonets для трьох голосів, які посвятив графині Пемброк.. В 1597 році видав трактат по мистецтву епохи Відродження під назвою «Просте і доступне введення в практичну музику»(«Plaine and Easie Introduction to Practicall Musicke»), що стало одним з найзначніших трактатів на цю тему. Морлі присвятив трактат своєму вчителю, Бьорду.
У 1598 у отримав ліцензію на видання збірки пісень і друкування нотного паперу. Друкував твори італійських композиторів, у тому числі — Дж. Анер Феррабоско, Л. Маренціо, О. Веккі, Л. Віадани; надалі публікував власні твори. Опублікував канцонети для трьох (1593), двох (1595), чотирьох, п'яти і шести (1597) голосів; мадригали для чотирьох (1594) і для п'яти голосів, 5-голосна Balletto (1595), 7-голосні вокальні «Діалоги»(1595), «Першу книгу уроків консорта, складена найкращими авторами» (1599), арії для лютні і басової віоли (1600), «Тріумфи Оріани»(1601) — антологію, до якої увійшли твори 24 композиторів; збірка п'єс для струнно-щипкових, струнно-смичкових і духових інструментів.
Про обставини життя Морлі мало що відомо. Імовірно, що він був знайомий з Шекспіром, оскільки певний час вони були в одному церковному приході і у Морлі проявляв інтерес до п'єс Шекспіра. Помер в 1602 році в Лондоні.

## Творчість
Морлі першим почав популяризувати в Англії мадригал, сам написав безліч мадригалів англійською мовою (найвідоміший з них — «On a fair morning, as I came by the way»). Він є найкращим контрапунктистом свого часу. Музика композитора заснована на англійському фольклорі, багато з його творів зберегли народний характер. Морлі також засвоював інші жанри вокальної багатоголосної музики. У тому числі — канцонету (опублікував збірники 2-6-голосових канцонет в 1595–1597 роках), в якій використав фрази з канцонет Ф. Анера.
Увів до ужитку в Англії жанр balleto за зразками творів Дж. Гастольді. Серед його інструментальних творів — 2-голосні фантазії, музика до спектаклів (у тому числі, пісні на вірші «О, моя пані» з п'єси «Дванадцята ніч» і «Закоханий і його дівчина» з комедії «Як вам це сподобається» Шекспіра). Також писав сакральні вокальні багатоголосні твори — заупокійні служби, енсземи мотети, респонсорії, псалми. Морлі часто використовував акордовий склад.